# Muzeum Miasta Bratysławy

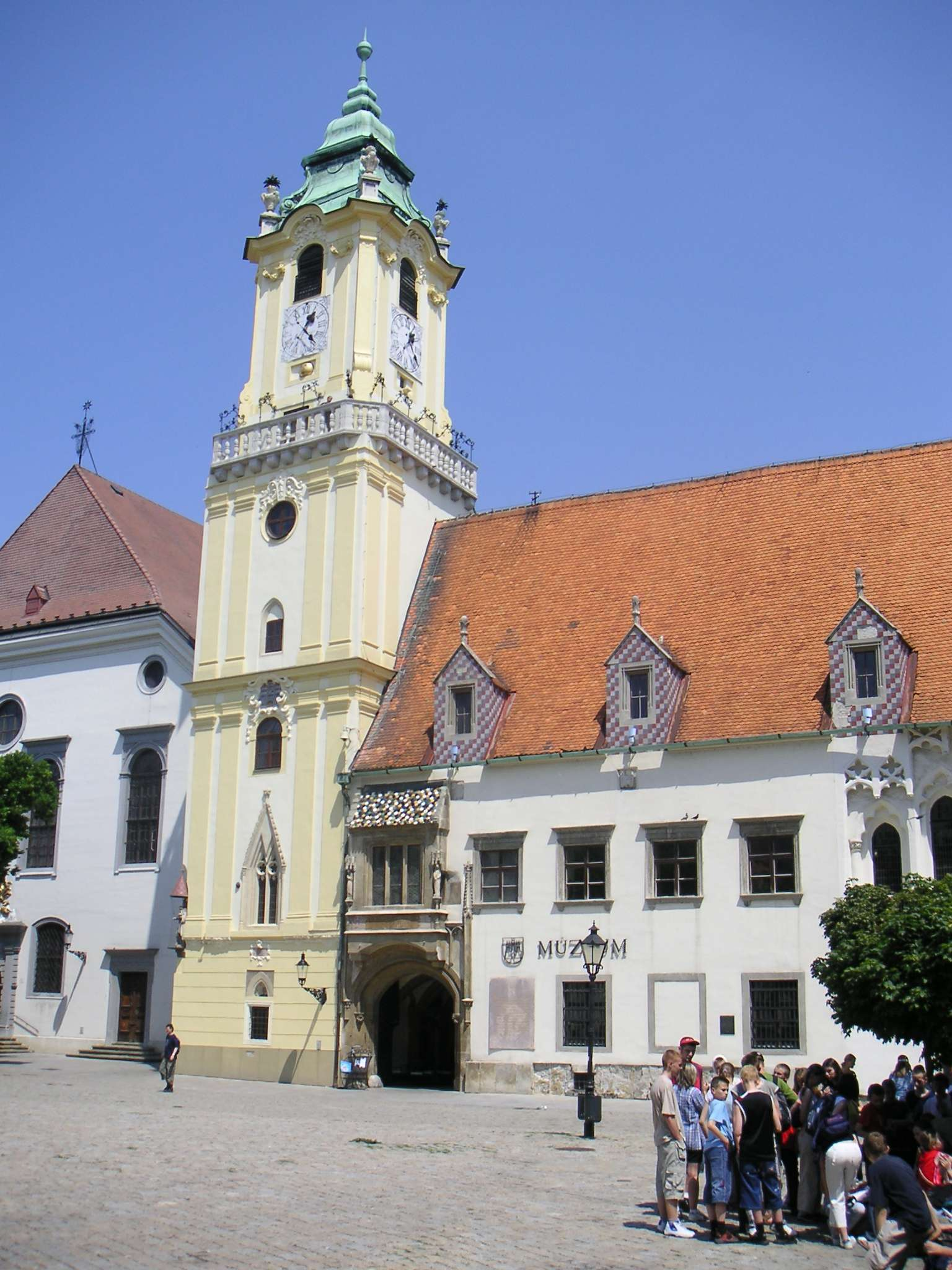
Stary ratusz, siedziba muzeum

Muzeum Miasta Bratysławy (słow. Múzeum mesta Bratislavy) – muzeum w Bratysławie, na Słowacji, założone w 1868 roku. Jego siedziba mieści się na Starym Mieście, w pobliżu placu Hlavné námestie w Ratuszu Staromiejskim.

## Oddziały
- Miejskie Muzeum Historyczne - Stary Ratusz
- Muzeum Winiarstwa i Muzeum Epokowych Wnętrz - Pałac Apponyi'ego
- Muzeum Broni - Michalska Wieża
- Muzeum Farmacji - Apteka pod Czerwonym Rakiem
- Muzeum  Zegarów - Dom u Dobrego Pasterza
- Muzeum Johanna Nepomuka Hummla
- Muzeum Arthura Fleischmanna
- Muzeum Janka Jesenského
- Zamek Devín
- Antyczna Gerulata Rusovce

Muzeum dokumentuje historię Bratysławy od najwcześniejszych okresów aż do XX wieku. Muzeum Miejskie jest najstarszym muzeum pracującym bez przerwy na Słowacji, w kraju powstałym w 1993 roku.